# 中国桥梁
中国的桥在古代多采用木、石结构，以石拱桥最为出名。近年来，中国桥梁在跨度和高度方面，不断刷新世界桥梁纪录。

## 历史

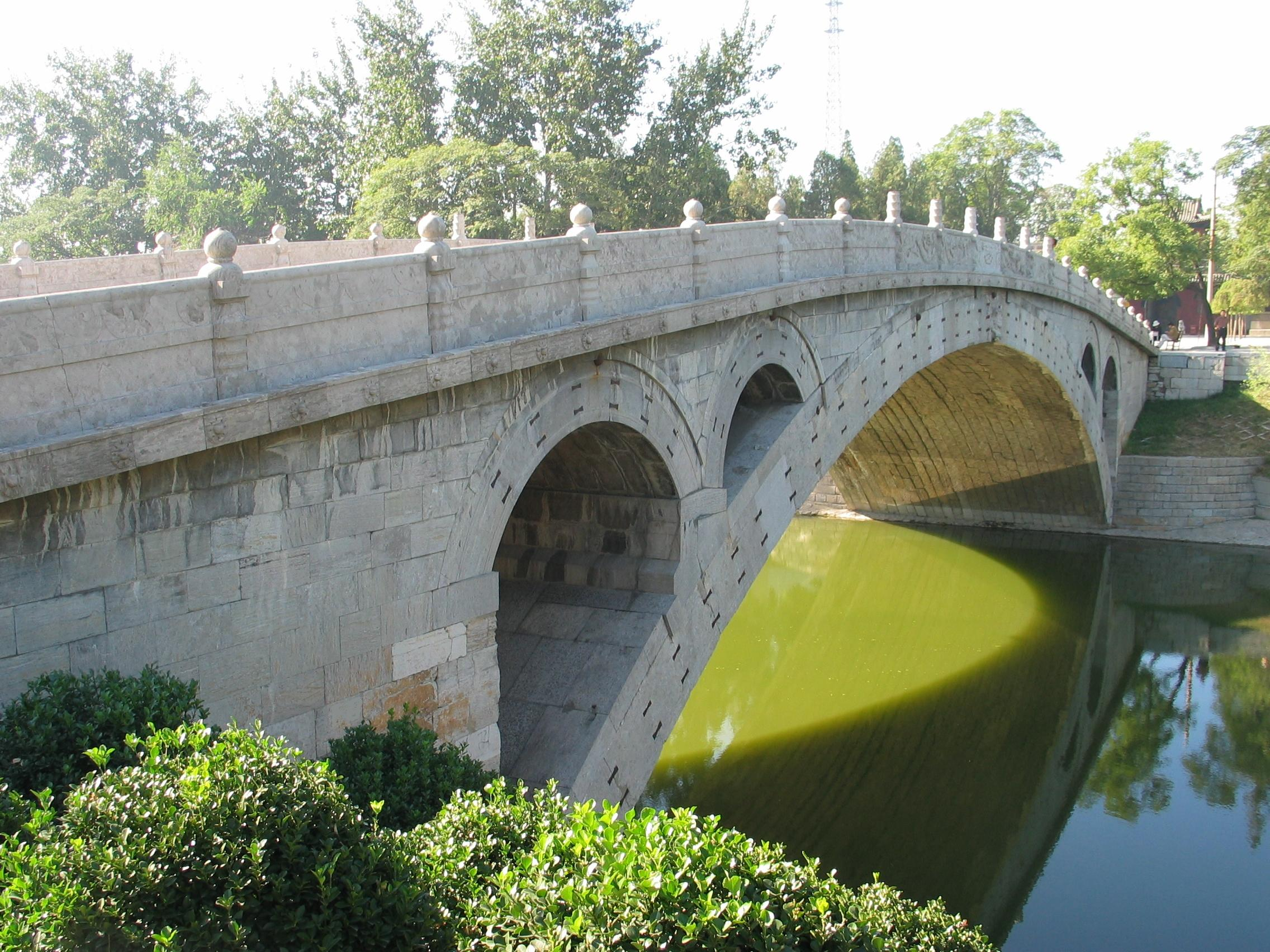
赵州桥（图）与广济桥、芦沟桥、洛阳桥并称为中国四大古桥。

据考古发掘分析，中国石器时代的桥梁为木梁桥。随着铁器时代的来临，加工大型石料成为可能達到的事，石材成为主要的建筑材料。其中，王莽时期修建的灞桥，以石为墩，以木为梁，是石木结合的代表作。

### 石拱桥
石拱桥的出现使中国古代桥梁进入了一个新纪元。建于隋朝的赵州桥制作精良，结构独创，其石拱桥跨径纪录，直到1959年湖南黄虎港桥的建成才被打破。而卢沟桥和双龙桥都属于厚墩联拱石拱桥。与厚墩联拱相对应的是薄墩联拱石拱桥，多见于南方软基水网地区，其中最著名的是建于唐朝的苏州宝带桥。

### 吊桥
而最著名的竹索桥是四川省都江堰安澜桥，是以竹蔑为索材的吊桥。而中国最著名的铁索吊桥是四川省甘孜的泸定桥。中国古代的造桥技术，特别是石拱桥的建造技术，为现代桥梁建设奠定了良好的基础。

## 现况
目前中国有超过100万座公路和铁路桥梁，近十年来，平均以每年2.7万座的速度增长。同时，中国桥梁不断刷新世界桥梁纪录，创造了众多“第一”和“之最”（参见世界大桥列表、世界悬索桥列表、世界斜拉桥列表、世界拱桥列表、世界最高桥梁列表 (桥面高度)、世界最高桥梁列表 (结构高度)）。不过，国内桥梁建设取得的很多“第一”，多集中在跨径、塔高等指标上。在桥梁工程技术的基础理论研究、结构的耐久性和安全性、成套施工技术等方面，与发达国家相比还有一定距离。

## 中国桥梁之最
| 名称             | 类型         | 建成时间 | 地区   | 连接/跨越      | 说明                                                                                             |
| ---------------- | ------------ | -------- | ------ | -------------- | ------------------------------------------------------------------------------------------------ |
| 赵州桥           | 石拱桥       | 610      | 河北省 | 洨河           | 世界最古老的现存完好的大跨度单孔敞肩坦弧石拱桥                                                   |
| 南京长江大桥     | 双层钢桁梁桥 | 1968     | 江苏省 | 长江           | 中华人民共和国自己设计、自行修建的第一座大桥                                                     |
| 青馬大橋         | 悬索吊桥     | 1997     | 香港   | 马湾海峡       | 全球最長的公路鐵路兩用悬索桥                                                                     |
| 杭州湾跨海大桥   | 斜拉桥       | 2008     | 浙江省 | 杭州湾         | 世界上最长的跨海大桥。                                                                           |
| 苏通长江公路大桥 | 斜拉桥       | 2008     | 江苏省 | 长江           | 世界第二大跨度（1088公尺）的斜拉桥。                                                             |
| 西堠门大桥       | 悬索桥       | 2009     | 浙江省 | 冊子島和金塘岛 | 世界上跨径最大的钢箱梁悬索桥、世界上首座分体式钢箱梁悬索桥，也是跨径世界第二、中国第一的悬索桥。 |
| 永乐桥           |              | 2009     | 天津市 | 海河           | 主体为一座高110米的摩天轮——天津之眼                                                              |
| 四渡河特大桥     | 悬索桥       | 2009     | 湖北省 |                | 世界第一高桥。                                                                                   |
| 嘉绍大桥         | 斜拉桥       | 2013     | 浙江省 | 杭州湾         | 世界上斜拉桥面最长、最宽的多塔斜拉桥。                                                           |
| 赤石大桥         | 斜拉桥       | 2016     | 湖南省 | 青头江         | 世界上主跨最长的高墩多塔混凝土斜拉桥                                                             |